# Zainab Bangura
Haja Zainab Hawa Bangura (nascuda el 18 de desembre de 1959) és una política i activista social de Sierra Leone. Va ser la Representant Especial de les Nacions Unides sobre la Violència Sexual en Conflicte de les Nacions Unides de 2012 a 2017, succeint a la primera titular, Margot Wallström. El 2017 va ser succeïda per Pramila Patten.
El 2007 Bangura fou nomenada ministra de relacions exteriors de Sierra Leone al govern del president Ernest Bai Koroma del partit All People's Congress (APC). Va ser la segona dona a publicar en aquesta publicació, després de Shirley Gbujama que va ocupar el càrrec de 1996 a 1997. També va servir com a ministre de Salut i Sanitat de 2010 a 2012.

## Primers anys
Zainab Hawa Bangura va néixer "Zainab Hawa Sesay" a la petita vila rural de Yonibana, districte de Tonkolili in the província del Nord de Sierra Leone. Pertany al grup ètnic dels temnes. Va néixer en una família de mitjans limitats, i va assistir a l'escola secundària amb una beca que li va ser concedida per l'escola secundària de les nenes Mathora a prop de Magburaka. Més tard va assistir a l'escola secundària Annie Walsh Girls a la ciutat de Freetown. Després, després de graduar-se al Fourah Bay College de Sierra Leone, va estudiar al Regne Unit diplomes avançats en assegurances. Es va convertir en vicepresidenta d'una de les companyies d'assegurances més grans del país. Parla tres idiomes: temne, krio, i anglès.

## Vida pública
Bangura es va convertir en activista social durant el període difícil quan Sierra Leone va ser governada per la Junta militar de Valentine Strasser. Va començar amb esforços de conscienciació entre les dones del mercat urbà, recordant als seus seguidors que la seva mare era una dona de mercat. El 1994 va fundar Women Organized for a Morally Enlightened Nation (W.O.M.E.N.), el primer grup no partidista pels drets de la dona al país. L'any següent va cofundar Campaign for Good Governance (CGG). Després, utilitzant CGG com a plataforma, va fer campanya per a la celebració d'eleccions nacionals que finalment van treure del poder la NPRC el 1996 i van restaurar el govern democràtic. Aquesta va ser la primera elecció democràtica de Sierra Leone en 25 anys, i els mitjans de comunicació de Sierra Leone i el públic general van atribuir aquest èxit en gran manera als seus esforços.
Durant la Guerra Civil de Sierra Leone (1991-2002) Bangura va parlar amb força contra les atrocitats comeses contra la població civil pel Front Unit Revolucionari (RUF) i va ser objectiu d'assassinat diverses vegades per aquest grup. També va parlar contra la corrupció en el govern civil del president Ahmad Tejan Kabbah i les atrocitats comeses contra civils per part dels soldats del govern. L'any 2002 va disputar a Kabbah la presidència de Sierra Leone, deixant per primera vegada del seu paper acostumat d'activista no partidista de la societat civil. Ella va obtenir menys de l'u per cent dels vots, i el seu partit Moviment per al Progrés (MOP) no va aconseguir cap escó al Parlament de Sierra Leone. La Sra. Bangura va afirmar que el recompte de vots baix del partit va ser resultat de la corrupció en el sistema de votació.
Després de les eleccions de 2002, Bangura va fundar el National Accountability Group (NAG), la missió del qual era lluitar contra la corrupció oficial i promoure la transparència i la rendició de comptes al govern. El 2006 va abandonar Sierra Leone cap a la veïna Libèria, on va ser nomenada directora de l'Oficina d'Afers Civils a la Missió de les Nacions Unides a Libèria (UNMIL) i es va responsabilitzar de la reconstrucció de 16 ministeris i 30 organismes governamentals després de la devastadora Segona Guerra Civil liberiana.
Bangura va tornar a Sierra Leone el 2007 després que Ernest Bai Koroma va guanyar la presidència en una dura disputa nacional i va ser nomenat ministre d'Afers Exteriors poc després. Molts ciutadans de Sierra Leone van creure que el nou president va elevar a aquesta coneguda crítica del govern a un lloc tan alt per demostrar la seva bona fe en la seva reforma.
Com a devota musulmana, la Sra. Bangura va deixar la política el 2009 per viatjar a la ciutat santa de la Meca a l'Aràbia Saudita per participar en el Hajj.

## Premis
Bangura ha guanyat diversos premis internacionals per la seva promoció de la democràcia i els drets humans a l'Àfrica, inclosos: el Premi Internacional Africà de Mèrit per al Lideratge (Nigèria, 1999); el Premi de Drets Humans atorgat pel Comitè d'Advocats dels Drets Humans (Nova York, 2000); el Premi Humanitari Bayard Rustin atorgat per l'Institut A. Philip Randolph (Washington, DC, 2002); i el Premi de la Democràcia concedit per la National Endowment for Democracy (Washington, DC, 2006).
Al novembre de 2013, Bangura va rebre un premi de Project 1808 Inc, una organització en associació amb els Estudis Africans de la Universitat de Wisconsin-Madisson, Divisió d'Estudis Internacionals. El guardó va reconèixer a Bangura per la seva eficàcia per cridar l'atenció sobre els problemes que envolten la violència sexual arreu del món implicant altres líders mundials, rebels, militants, víctimes i comunitats.